# Pfarrkirche Koblach

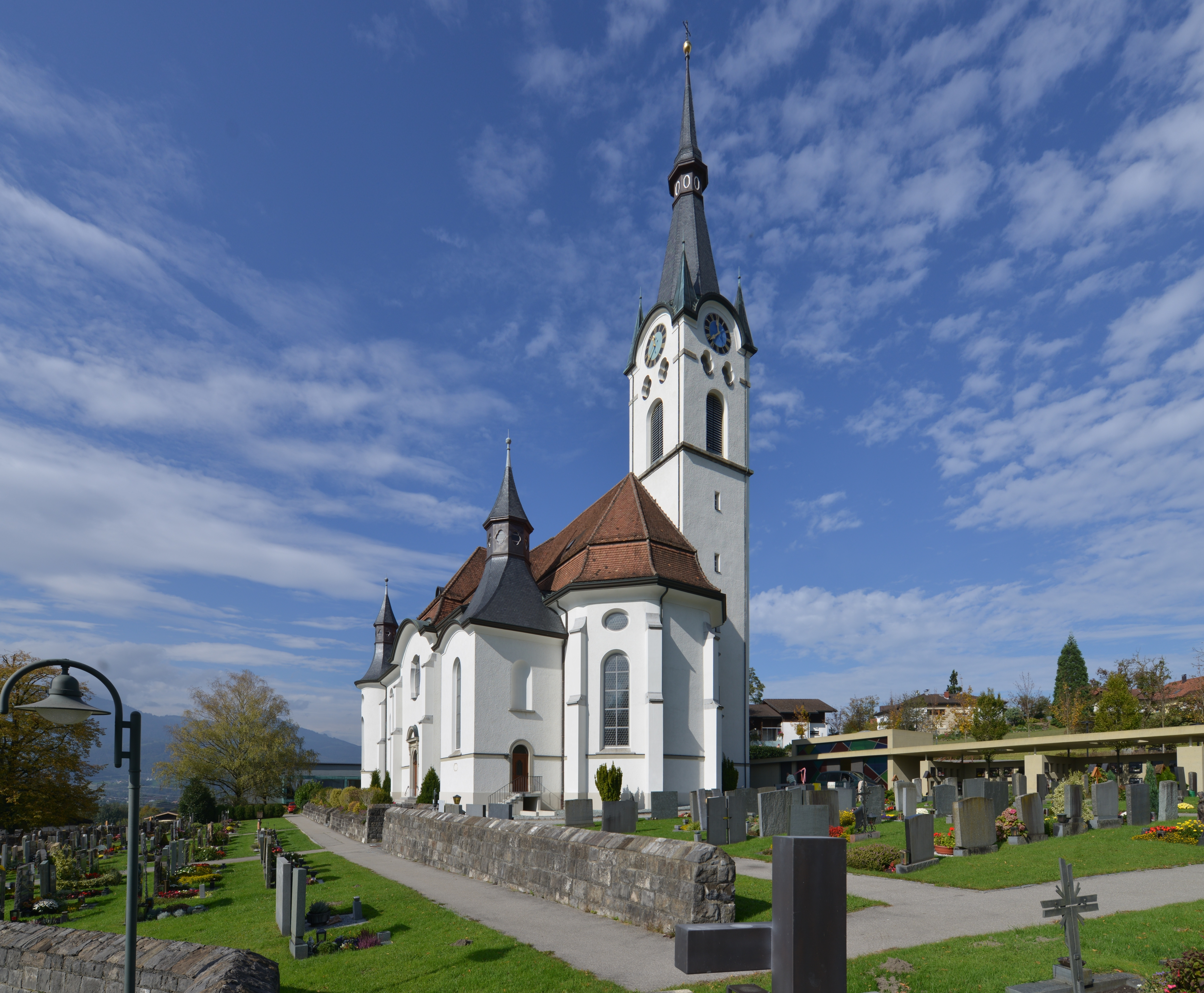
Kath. Pfarrkirche hl. Kilian in Koblach

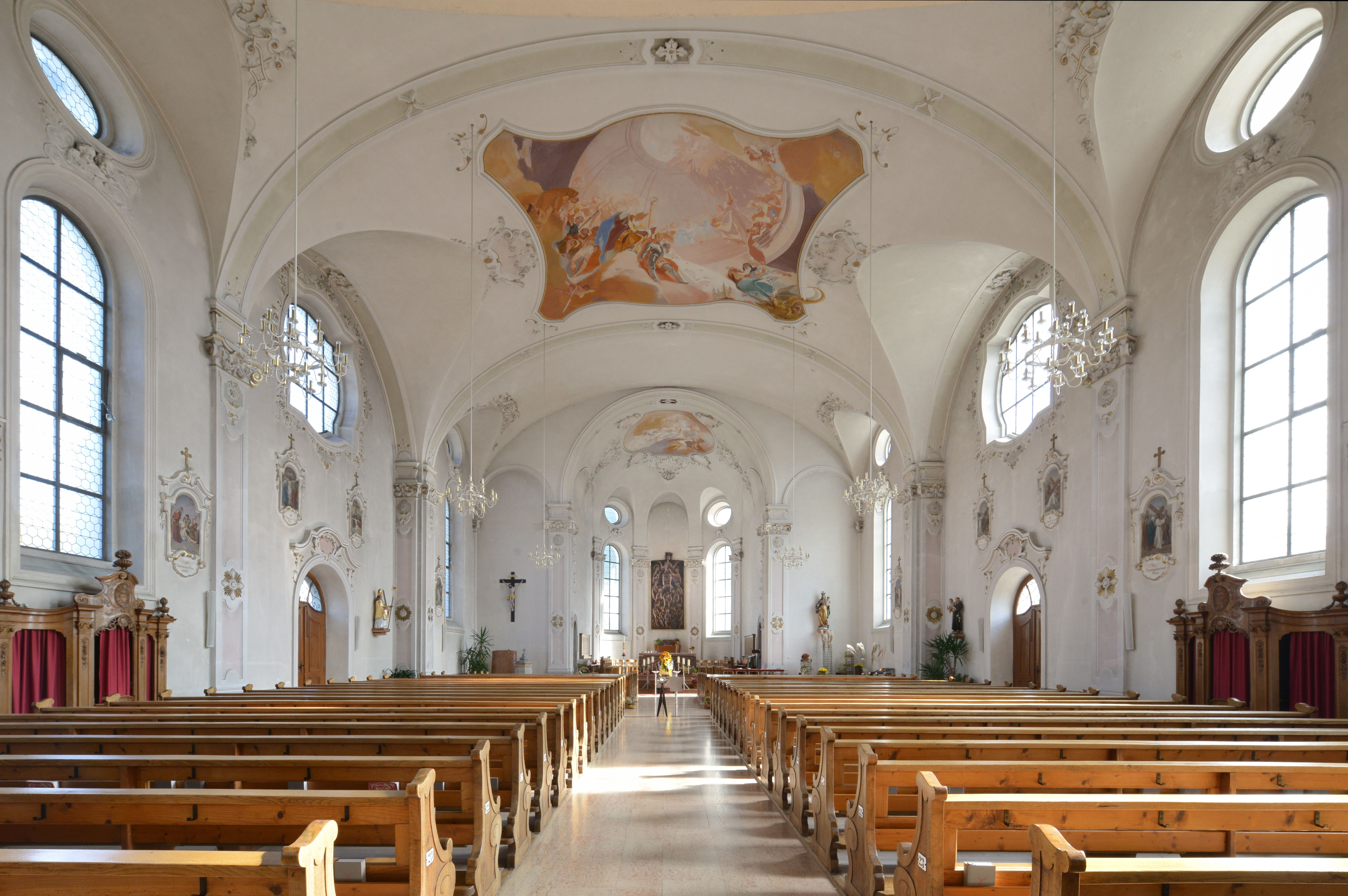
Blick nach vorne

Die römisch-katholische Pfarrkirche Koblach steht am Hügel über dem Ort in der Gemeinde Koblach im Bezirk Feldkirch in Vorarlberg. Die auf den heiligen Kilian geweihte Pfarrkirche gehört zum Dekanat Rankweil der Diözese Feldkirch. Die Kirche steht unter Denkmalschutz (Listeneintrag).
Zur Pfarrkirche sind die Kapelle zum hl. Rochus in Neuburg, die Kapelle Rheinmahd und die Kapelle zum hl. Josef im Altersheim zugeordnet.

## Geschichte
Die Kirche war eine Filiale vom Kloster Kreuzlingen und wurde 1675 zur Pfarrkirche erhoben. Die Vorgängerkirche wurde 1658 erweitert und vor dem Kirchenneubau (1905) abgetragen. Die neubarocke Kirche wurde mit dem Pfarrer Johann Jakob Flatz wohl 1905 und der Nordturm von 1905 bis 1907 nach den Plänen des Architekten Albert Rimli erbaut.

## Architektur
Der neubarocke Kirchenbau mit Chor, Langhaus und Querschiff hat ein Treppentürmchen und einen geschwungenen Fassadengiebel. Das Kircheninnere zeigt Fresken von Wolfram Köberl (1965).

## Ausstattung
An der Altarwand ist ein Kupferrelief Christus mit den zwölf Aposteln, die Mensa zeigt die Bergpredigt und links das Opfer Melchisedechs und rechts den Verlorenen Sohn, geschaffen von Willi Veith (1965).
Die Orgel mit 21 Registern wurde 1981–1982 von der Firma Rieger Orgelbau aus Schwarzach erbaut.